# 4566 Чаокуанґпіу
4566 Чаокуанґпіу (4566 Chaokuangpiu) — астероїд головного поясу, відкритий 27 листопада 1981 року.
Тіссеранів параметр щодо Юпітера — 3,252.